# Bertil Norell
Harald Bertil Walter Norell, född 2 september 1918 i Hallstahammar, Västmanland, död 1965 i Göteborg, var en svensk målare, grafiker och tecknare. 
Han var son till bokhållaren Harald Rudolf Norell och Elisabeth Juhlin. Norell studerade vid Slöjdföreningens skola i Göteborg 1936–1937 och Skånska målarskolan i Malmö 1942–1945 samt grafik vid Hovedskous konstskola i Göteborg 1948–1948 och under ett antal studieresor till bland annat Danmark, Norge, Frankrike och Italien. Tillsammans med Waldemar Marberg och Ragnar Johansson ställde han ut på Galleri Aveny i Göteborg 1949 och tillsammans med Knut Irwe och Jöran Salmson 1954. Han medverkade i Nationalmuseums utställning Unga tecknare och i ett flertal samlingsutställningar i Göteborg samt Decemberutställningarna på Göteborgs konsthall och i samlingsutställningar arrangerade av Uddevallas konstförening, Mölndals konstförening, Njurundas konstförening samt Finspångs konstförening. Han började som landskap men kom mer och mer att övergå till ett abstrakt måleri med anknytning till Paul Klees och Joan Miró. Han var under en följd av år medlem i konstnärsgruppen Grupp 54. Norell är representerad vid Moderna museet i Stockholm.